# 模糊圈

模糊圈

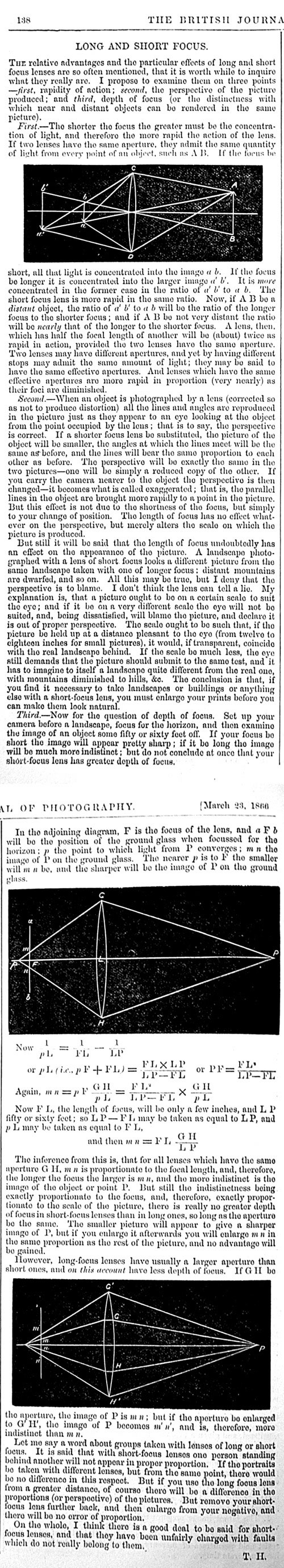
1866年模糊圈文章

模糊圈，摄影术用语，又叫弥散圆(circle of confusion)。
点光源经过镜头在焦平面成的像是一个点，保持镜头与底片距离不变，沿光轴方向前后移动点光源，像平面上成的像就会成为有一定直径的圆形，圆形的大小取决于镜头孔径和点光源偏离程度，只要这个圆形像的直径足够小，相片看去仍然够清晰，点光源圆形像再大些，相片会显得模糊，这个临界点光源圆形像，就叫模糊圈。
在焦点附近，光线还未聚集到一点，点的影象成为模糊的一个圆，这个圆就叫做弥散圆。
在现实当中，观赏拍摄的影象是以某种方式(比如投影、放大成照片等等)来观察的，人的肉眼所感受到的影象与放大倍率、投影距离及观看距离有很大的关系，如果弥散圆的直径大于人眼的鉴别能力，在一定范围内实际影象产生的模糊是不能辨认的。这个不能辨认的弥散圆就称为容许弥散圆(permissible circle of confusion)。
一般35毫照相机镜头的模糊圈直径=1/30毫米，中幅相机镜头的模糊圈直径=1/15毫米，微型相机的模糊圈直径=1/60毫米。但是各照相机厂所定的模糊圈直径，会略微不同，宜参考照相机说明书。
模糊圈的概念首先由1866年英国摄影杂志署名T.H发表的一篇文章提出来的，他通过实验发现人眼在25厘米明视距离看图，可以分辨图中相距为1/4毫米的两条线。一张35毫米照相机底片放大成20x30厘米相片(即放大8倍)，相片上直径=1/4毫米的圆圈，在底片上应是一个直径为1/32毫米的圆圈，这就是后来徕卡等照相机厂取模糊圈为1/30毫米的由来。

## 常用模糊圈列表
| 底片           | 幅面尺寸        | 模糊圈   |
| -------------- | --------------- | -------- |
| 微型相机       |                 |          |
| 密诺斯         | 8 mm x 11 mm    | 0.01 mm  |
| 爱迪飒16       | 12 mm x 17 mm   | 0.015 mm |
| 特熙纳         | 14 mm x 21 mm   | 0.017 mm |
| 小型照相机     |                 |          |
| APS            | 16.7mm x 25.1mm | 0.018 mm |
| 135 型 (35 mm) | 36 mm x 24 mm   | 0.029 mm |
| 中幅照相机     |                 |          |
| 645 (6x4.5)    | 56 mm x 42 mm   | 0.047 mm |
| 6x6            | 56 mm x 56 mm   | 0.053 mm |
| 6x7            | 56 mm x 69 mm   | 0.059 mm |
| 6x9            | 56 mm x 84 mm   | 0.067 mm |
| 6x12           | 56 mm x 112 mm  | 0.083 mm |
| 6x17           | 56 mm x 168 mm  | 0.12 mm  |
| 大幅照相机     |                 |          |
| 4x5            | 102 mm x 127 mm | 0.11 mm  |
| 5x7            | 127 mm x 178 mm | 0.15 mm  |
| 8x10           | 203 mm x 254 mm | 0.22 mm  |